# 阿伊特烏馬盧
阿伊特烏馬盧（阿拉伯语：‎），是阿爾及利亞的城鎮，位於該國北部提濟烏祖省，由提濟拉舍德區負責管轄，面積14平方公里，2008年人口8,790，人口密度每平方公里640人。